# Mstislaw-Keldysch-Gletscherbucht
Die Mstislaw-Keldysch-Gletscherbucht (russisch Ледник Бухта Мстислава Келдыша Lednik Buchta Mstislawa Keldyscha) ist eine Eisbucht an der Hillary-Küste der antarktischen Ross Dependency. Sie liegt südwestlich des MacDonald Point am Nordrand des Gawn-Piedmont-Gletschers und wird von der Südflanke der Mündung des Darwin-Gletschers in das Ross-Schelfeis eingenommen.
Namensgeber der Bucht ist der sowjetische Mathematiker Mstislaw Wsewolodowitsch Keldysch (1911–1978), Präsident der Akademie der Wissenschaften der UdSSR von 1961 bis 1975.